# FK Loetsj Vladivostok
FK Loetsj Vladivostok (Russisch: Футбольный клуб "Луч-Энергия" Владивосток) is een Russische voetbalclub uit de stad Vladivostok. In 2005 werd Loetsj-Energia kampioen van de Russische eerste divisie en dwong daarmee promotie af naar de hoogste afdeling in 2006.
De naam van de club was van 2003 tot 2018 FK Loetsj-Energia vanwege de sponsoring door een energiebedrijf.

## Historie
Loetsj speelde sinds 1958 in de competitie van de Sovjet-Unie. Het kwam daarin uit in de regionale competitie van het Verre Oosten (zogenaamde "B-klasse" teams) en won deze competitie in 1965, daarmee promotie afdwingend naar de "A-klasse". Loetsj speelde in deze regionale competitie tot de reorganisatie van de voetballiga in 1972.
Van 1972 tot 1991 speelde de club in de Oosterse zone van de Sovjet tweede divisie. De beste prestatie in die tijd was een tweede plaats in 1984.
In 1992, na het uiteenvallen van de Sovjet-Unie mocht FK Loetsj deelnemen aan de Oosterse zone van de Russische eerste divisie. De club won deze competitie en speelde het jaar daarop in de hoogste Russische divisie. Daarin eindigde men echter op de 15e plaats, zodat directe degradatie een feit was.
Vervolgens speelde men in de Russische eerste divisie van 1994 tot 1997. In dat laatste jaar degradeerde de club zelfs naar de Russische tweede divisie (het derde niveau). Daarin kwam het tot 2003 uit. De opmars werd toen flink ingezet (vooral dankzij sponsoring en lokale overheidsbemoeienis) resulterend in een kampioenschap van de tweede divisie in 2003. De club spendeerde slechts twee jaar in de eerste divisie door in 2005 opnieuw promotie af te dwingen naar het hoogste niveau. 
Dat wedstrijden in het Verre Oosten niet zomaar afgelast konden worden vanwege de uren durende vliegreizen van de uitploeg, bewees de wedstrijd op 16 juli 2008. De Nederlandse trainer Dick Advocaat speelde met Zenit Sint-Petersburg op een onbespeelbaar veld tijdens de stromende regen in Vladivostok met 0-0 gelijk tegen Loetsj, waardoor een stunt voor laatstgenoemde een feit was.
In 2008 degradeerde de club en keerde niet meer terug in de Premjer-Liga.

## Afstanden en Europa
FK Loetsj-Energia speelt zijn thuiswedstrijden in Vladivostok, een stad in het uiterste oosten van Rusland. De afstanden die de selectie moet afleggen zijn zeer groot. De club speelt over het algemeen twee uitwedstrijden op rij in het westen van Rusland (waar vrijwel alle clubs spelen) om dit ongemak te verlichten. Vladivostok ligt op ruim 9.300 kilometer van Moskou. De grote vraag rees ook dan na de promotie van de club in 2005 om de competitie op te delen in twee zones: een westelijke en oostelijke. Sommigen beweerden dat Loetsj beter in de Japanse competitie kon spelen, omdat de clubs uit Japan dichterbij liggen dan de gemiddelde Premjer-Ligaclub in Rusland. Naast de afstand spelen ook de tijdzones een rol: Vladivostok lag toenmaals in tijdzone +11, terwijl de inwoners van Moskou in de tijdzone van +4 leefden. Een negen uur durende vliegreis van Moskou naar Vladivostok werd opeens een vliegreis van 16 uur (!) door de tijdzones. Voor spelers en staf is dit ongekend zwaar. 
Grote vraag is dan ook of de UEFA toestemming zal geven voor het spelen van Europese bekerwedstrijden in Vladivostok, mocht FK Loetsj-Energia zich hiervoor plaatsen.
SKA-Chabarovsk · 
Sjinnik Jaroslavl ·
Baltika Kaliningrad · 
KAMAZ ·
Jenisej Krasnojarsk ·  
Rodina Moskou ·
Torpedo Moskou · 
Tsjernomorets Novorossiejsk · 
Neftechimik Nizjnekamsk ·
Oefa · 
Oeral · 
Tsjajka Pestsjanokopskoje · 
Sokol Saratov ·
Sotsji ·
Tjoemen · 
Arsenal Toela ·
Alanija Vladikavkaz ·
Rotor Volgograd